# Діппи
Ді́ппи (рос. Диппы) — село у складі Амурського району Хабаровського краю, Росія. Входить до складу Вознесенського сільського поселення.

## Населення
Населення — 36 осіб (2010; 69 у 2002).
Національний склад (станом на 2002 рік):
- нанайці — 59 %